# Bivacco La Lliée
Il bivacco La Lliée (pron. AFI: [la lje]) è un bivacco di proprietà del comune di Oyace che sorge a 2422 m s.l.m. nella Combe de Vergignolette (in francese) o Comba de Verdzignoletta (in patois), una valle laterale della media Valpelline.

## Storia
Il bivacco fu costruito nel 1997 dal comune di Oyace, che ne ha la proprietà.
Il toponimo è una probabile contrazione del termine francese Glavinière, voce che indica una lunga distesa di pietrame minuto.

## Caratteristiche e informazioni
Sorge su un pianoro alla base della becca Conge, in comune di Oyace. È una costruzione in muratura e legname, con tetto in lamiera. Dispone di 18 posti letto; ha inoltre una cucina fissa con dotazione di fornello a gas e pentolame. È possibile trovare acqua in prossimità della struttura.

## Accessi
Il bivacco è raggiungibile in circa 4 ore partendo dalla frazione Moncorvé di Valpelline. Dal parcheggio, si prosegue lungo la strada per alcune centinaia di metri fino all'inizio del sentiero che conduce al bivacco. Si attraversano nell'ordine: Vergignolette, Alpe Cortelette, Alpe Grand Vergignole ed Alpe Arpeyssaou; da qui, aggirando la base della becca Conge, si sale al pianoro su cui sorge il bivacco. L'itinerario di salita è di tipo escursionistico, con difficoltà valutata in E.

## Ascensioni
- Becca Morion (2719 m)
- Becca Conge (2914 m)